# 3310 Патсі
3310 Патсі (3310 Patsy) — астероїд головного поясу, відкритий 9 жовтня 1931 року.
Тіссеранів параметр щодо Юпітера — 3,220.